# HMS Unique (N95)
L'HMS Unique va ser un submarí de classe U de la Royal Navy, del segon grup d'aquesta classe, construït per Vickers-Armstrong, Barrow-in-Furness. Va ser posat en marxa el 30 d'octubre de 1939 i va ser posat en servei el 27 de setembre de 1940.

## Carrera
Va passar la major part de la seva carrera operant al Mediterrani des de mitjans de 1941 sota el comandament del capità Arthur Hezlet, on va enfonsar el vaixell de càrrega i passatgers italià Fenicia i el transport de tropes italià Esperia. També va danyar el vaixell de càrrega italià Arsia, que més tard va ser declarat pèrdua total. El 5 de gener de 1942, va fer un atac sense èxit al cuirassat italià Littorio.

### Enfonsament
Unique va abandonar Holy Loch després d'una reacondicionament, per a una patrulla al golf de Biscaia el 7 d'octubre de 1942. Va deixar la seva escorta davant de les Escilles el 9 d'octubre. No es va veure ni se'n va saber res més després d'aquesta data. L'HMS Ursula va estar a la zona el 10 d'octubre i va informar d'haver escoltat explosions submarines que el van fer creure que Unique estava sota atac, tot i que els alemanys no van afirmar que s'enfonsés. El 24 d'octubre de 1942 es va denunciar que estava perdut quan no va arribar a Gibraltar.
Possiblement va ser perdut el 13 d'octubre de 1942 durant un atac fallit contra el petroler alemany Spichern al golf de Biscaia a la posició 46º54'N 06º03'W, després de resultar danyat per l'explosió prematura d'un dels seus propis torpedes.

## Comandants
- Lt. Anthony Foster Collett, RN - 19 de setembre de 1940 - 16 d'agost de 1941
- Lt. Arthur Richard Hezlet, RN - 16 d'agost de 1941 - 24 d'agost de 1941
- Lt. Anthony Foster Collett, RN - 24 d'agost de 1941 - 18 de juny de 1942
- Lt. Robert Evelyn Boddington, RN - 18 de juny de 1942 - 24 d'octubre de 1942[1]